# Zacapoaxtla
Zacapoaxtla è una municipalità dello stato di Puebla, nel Messico centrale, il cui capoluogo è la località omonima.
Conta 53.295 abitanti (2010) e ha una estensione di 176,64 km². 	 	
Il significato del nome della località in lingua nahuatl è luogo dove si conta l'erba.